# Petauroides minor
Petauroides minor (лат.) — вид сумчатых рода Petauroides семейства кольцехвостых кускусов отряда двурезцовых сумчатых. До 2020 года рассматривался как подвид гигантского летучего кускуса, пока в генетическом исследовании не было доказано морфологическое и генетическое различие, вследствие чего был выделен в отдельный вид. Обитает только в Австралии, преимущественно в северных регионах, таких как штат Квинсленд.

## Таксономия
Первоначально Petauroides minor был описан как подвид гигантского летучего кускуса. Теория о том, что P. minor и гигантский летучий кускус морфологически и генетически различны вызывала споры, ввиду отсутствия каких-либо весомых подтверждений, в том числе генетических исследований. В 2020 году было опубликовано генетическое исследование, в котором было доказано, что гигантский летучий кускус, P. minor и P. armillatus являются трёмя разными видами.

## Описание
Длина тела — 300—400 мм; длина хвоста 400—480 мм. Вес — 700—900 г. Тёмно-серого, кремового или пёстро-кремового цвета; сверху тёмно-коричневый, часто с более тёмной полосой посередние спины; снизу белёсый.

## Ареал
Обитает только в Австралии, преимущественно в северных регионах, больше всего в штате Квинсленд. Ареал вида простирается от северной части города Кэрнс к югу до Южного тропика.